# Centaurium microcalyx
Centaurium microcalyx är en gentianaväxtart som först beskrevs av Pierre Edmond Boissier och Reuter, och fick sitt nu gällande namn av Karl Carl Ronniger. Centaurium microcalyx ingår i släktet aruner, och familjen gentianaväxter. Inga underarter finns listade i Catalogue of Life.